# Dendrosida sharpiana
Dendrosida sharpiana är en malvaväxtart. Dendrosida sharpiana ingår i släktet Dendrosida och familjen malvaväxter.

## Underarter
Arten delas in i följande underarter:
- D. s. occidentalis
- D. s. pubescens
- D. s. sharpiana